# Juan Carlos Chávez
Juan Carlos Chávez Zárate (né le 18 janvier 1967 à Zamora au Mexique) est un joueur de football international mexicain, qui évoluait au poste de milieu de terrain, avant de devenir entraîneur.

## Biographie

### Carrière de joueur

#### Carrière en sélection
Avec l'équipe du Mexique, il joue trois matchs (pour aucun but inscrit) entre 1993 et 1994. 
Il figure dans le groupe des sélectionnés lors de la Coupe du monde de 1994. Lors de la compétition, il joue un match contre l'Italie.